# The Head Cat

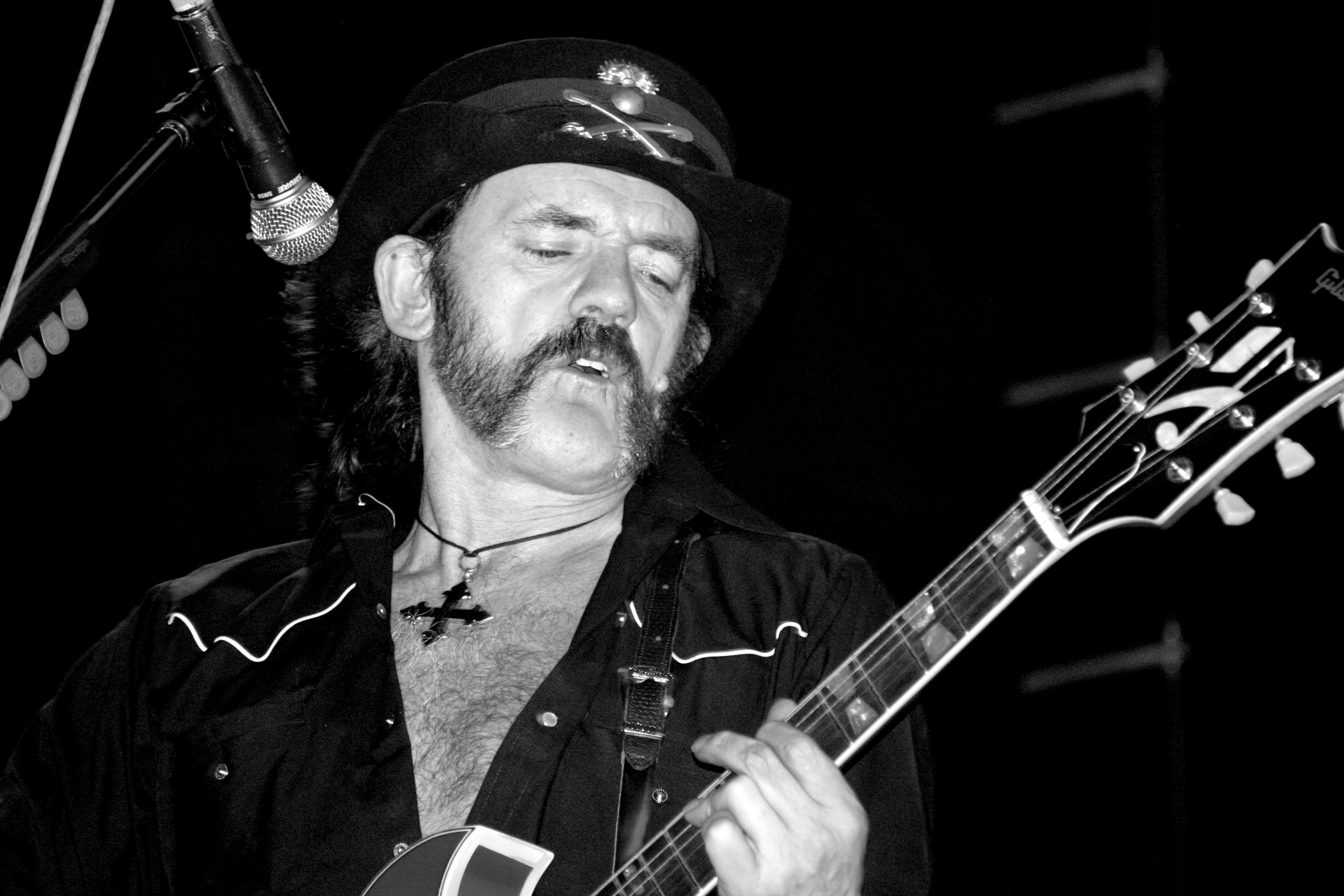
Lemmy Kilmister

The Head Cat es un grupo de rockabilly formado por Lemmy Kilmister, Slim Jim Phantom y Danny B. Harvey. El nombre del grupo resulta de la combinación de los tres nombres de sus respectivos grupos Motörhead, The Stray Cats y 13 Cats que dio como resultado The Head Cat.
En 2006 grabaron su primer disco Fool's Paradise el cual incluye versiones de Buddy Holly, Carl Perkins, Jimmy Reed, T-Bone Walker, Lloyd Price, Elvis Presley y Johnny Cash. 
En las grabaciones Lemmy toca la guitarra acústica pero en directo usa su bajo Rickenbacker dejando a Danny B. Harvey a cargo de la guitarra.
El 6 de mayo de 2017 Se anuncia que el ex frontman de Morbid Angel, David Vincent reemplaza a Lemmy quien falleciera en diciembre de 2015.

## Discografía
- Fool's Paradise - 2006
- Rockin' The Cat Club: Live From The Sunset Strip - 2007
- Walk The Walk, Talk The Talk - 2011